# طیف‌بینی جذبی

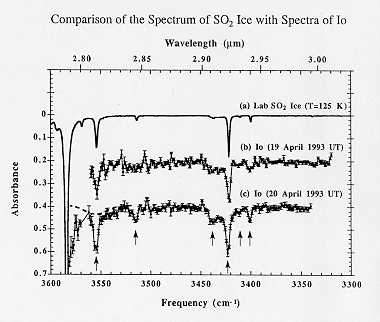
طیف جذبی فروسرخ یخ گوگرد دی‌اکسید آزمایشگاه ناسا با طیف جذبی فروسرخ یخ روی آیو، قمر مشتری مقایسه شده‌است.

طیف‌بینی جذبی(به انگلیسی: Absorption spectroscopy) شامل روش‌های طیف‌بینی برای اندازه‌گیری جذب تابش ناشی از اندرکنش با یک نمونه، به عنوان تابعی از بسامد یا طول موج است. نمونه، انرژی (مانند فوتون) را از میدان تابش جذب می‌کند. شدت جذب، متغیری برحسب بسامد است و این تغییر، همان طیف جذبی است.
طیف‌بینی جذبی گونه‌ای ابزار در شیمی تحلیلی است که برای تعیین حضور یک مادهٔ خاص در یک نمونه و در بسیاری اوقات، برای اندازه‌گیری مقدار مادهٔ مورد نظر به کار می‌رود. طیف‌بینی فروسرخ و طیف‌بینی مرئی-فرابنفش روش‌های رایج در کاربردهای تحلیلی هستند. طیف‌بینی جذبی در مطالعهٔ فیزیک مولکولی و اتمی، طیف‌سنجی نجومی و سنجش از دور نیز به کار می‌رود.
گسترهٔ وسیعی از رویکردهای آزمایشگاهی برای اندازه‌گیری طیف جذبی وجود دارد. رایج‌ترین روش، هدایت یک باریکهٔ تابش به سوی نمونه و تعیین شدت تابش گذرنده از آن است.

## طیف جذبی

طیف خورشیدی با خطوط فرانهوفر که به‌سادگی دیده می‌شوند.

طیف جذبی یک ماده، نسبت تابش جذب شده توسط آن ماده روی بازه‌ای از بسامدها است. طیف جذبی با ترکیب اتمی و مولکولی ماده تعیین می‌شود. تابش معمولاً با بسامدهایی که مطابق با اختلاف انرژی میان حالت‌های کوانتومی مولکول‌ها هستند، جذب می‌شود. جذبی که ناشی از انتقال میان دو حالت باشد، با نام خط طیف نوری خوانده می‌شود و یک طیف معمولاً از خطوط بسیاری تشکیل می‌شود.
بسامد هر خط طیف نوری و شدت آن، وابسته به ساختار الکترونی و مولکولی ماده است. بسامد، وابسته به اندرکنش میان مولکول‌های نمونه، ساختار بلوری در جامدات و عوامل محیطی گوناگون (مانند دما، فشار، میدان الکترومغناطیسی) نیز هست. این خط‌ها دارای یک عرض و بعد نیز هستند که با چگالی طیفی یا چگالی حالت‌های سیستم تعیین می‌شود.

### نظریه بنیادی
خطوط جذبی بر پایهٔ تغییر کوانتومی القا شده در اتم‌ها یا مولکول‌ها دسته‌بندی می‌شوند. برای نمونه، خطوط دورانی هنگامی ظاهر می‌شوند که حالت دورانی مولکول تغییر کند و معمولاً در محدودهٔ طیف ریزموج هستند. خطوط ارتعاشی وابسته به حالت ارتعاشی مولکول هستند و عموماً در محدودهٔ فروسرخ قرار دارند. خطوط الکترونی مربوط به حالت الکترونی اتم یا مولکول هستند و در محدودهٔ نور مرئی یا فرابنفش قرار می‌گیرند.
انرژی متناظر با تغییر کوانتومی، در درجهٔ اول بسامد خط جذب را تعیین می‌کند؛ ولی انواع مختلف اندرکنش می‌توانند باعث جابجایی بسامد شوند. میدان‌های الکتریکی و مغناطیسی، اندرکنش با مولکول‌های مجاور می‌توانند باعث جابجایی شوند.

### رابطه با طیف گسیلی

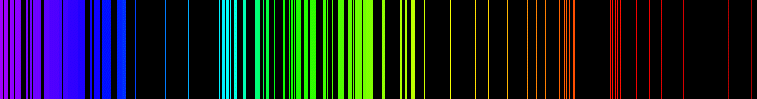
طیف گسیلی آهن

در فرایند گسیل، انرژی یک ماده به صورت تابش الکترومغناطیس آزاد می‌شود. گسیل در هر بسامدی که طیف جذبی وجود دارد، می‌تواند رخ دهد. بنابراین می‌توان خطوط جذب را از روی طیف گسیلی یافت. معمولاً طیف گسیلی الگوی شدت بسیار متفاوتی با طیف جذبی دارد. با استفاده از مدل‌های نظری مناسب و داشتن اطلاعات اضافی در مورد حالات ماده در مکانیک کوانتوم، می‌توان طیف جذبی را برحسب طیف گسیلی محاسبه کرد.

## کاربرد

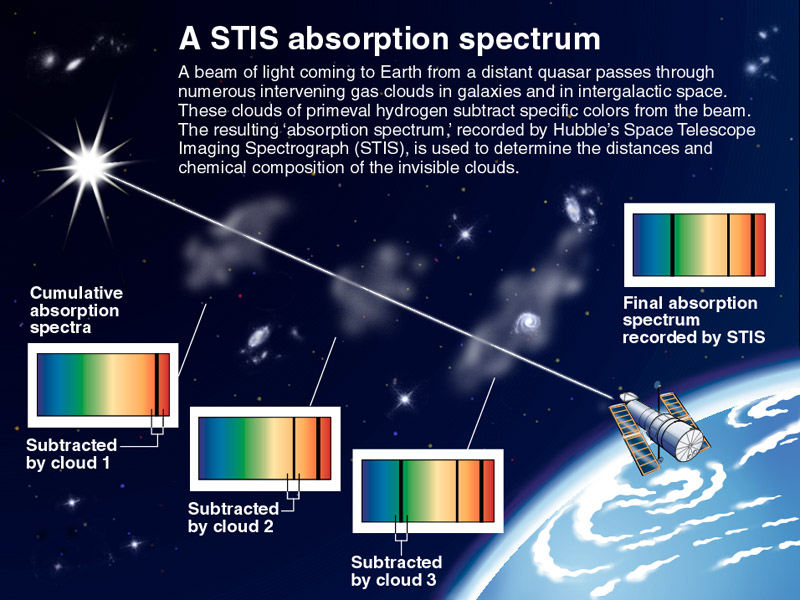
طیف‌بینی جذبی

به دلیل خاص بودن و طبیعت کمی طیف‌بینی جذبی، از آن در تحلیل‌های شیمیایی استفاده می‌شود. خاص بودن طیف باعث می‌شود که امکان تفکیک ترکیب‌های موجود در یک مخلوط فراهم شود. برای نمونه، می‌توان از تحلیل‌گرهای گازی فروسرخ برای شناسایی آلاینده‌های موجود در هوا استفاده کرد. می‌توان از این ویژگی در شناسایی نمونه‌های ناشناخته توسط مقایسهٔ طیف اندازه‌گیری شده با کتابخانه‌ای از طیف‌های مرجع نیز بهره گرفت. حتی در بسیاری از موارد که طیف در کتابخانه یافته نشود، می‌توان اطلاعات کیفی در مورد نمونه به دست آورد.
قانون بیر-لامبرت رابطهٔ کمی میان طیف جذبی و مقدار مادهٔ موجود را بیان می‌کند. برای تعیین غلظت دقیق یک ترکیب، باید ضریب جذب آن معلوم باشد. ضریب جذب برخی از ترکیب‌ها در منابع موجود است.